# The Tallest Man on Earth
The Tallest Man on Earth (* 30. April 1983 in Dalarna, Schweden) ist das Pseudonym des  Folkrock-Musikers Kristian Matsson und gleichzeitig eine Anspielung auf seine geringe Körpergröße.

## Leben und Wirken
Kristian Matssons Musik wird häufig mit der des frühen Bob Dylan verglichen. Matsson selbst, der bereits mit 15 Jahren live auf der Bühne stand, führt neben Dylan auch Feist, Bon Iver, Okkervil River und die Avett Brothers als wichtige Einflüsse für seine musikalische Entwicklung an.
Sein erstes Album war die 2006 erschienene EP The Tallest Man on Earth. Doch erst 2008 wurde Matsson durch eine Rezension seines Debütalbums Shallow Grave bei Pitchfork sowie durch seine daran anschließende Tour als Vorgruppe für Bon Iver einem größeren Publikum bekannt.
Im April 2010 folgte die Veröffentlichung seines zweiten Albums The Wild Hunt. Die Aufnahmen für dieses Album entstanden fast ausschließlich on Tour und wurden nicht professionell produziert, sondern an wechselnden Orten ohne Tonstudio aufgenommen. Während er seine beiden vorhergehenden Alben beim schwedischen Indie-Plattenlabel Gravitation veröffentlichte, beauftragte er für den Vertrieb von The Wild Hunt das amerikanische Label Dead Oceans.
Kristian Matsson ist außerdem der ehemalige Sänger der Band Montezumas, mit der er 2005 ein bis heute einziges, mit dem Bandnamen betiteltes Album veröffentlichte.

## Diskografie
Alben
- Shallow Grave (2008; Mexican Summer)
- The Wild Hunt (2010; Dead Oceans)
- There’s No Leaving Now (2012; Dead Oceans)
- Dark Bird Is Home (2015; Dead Oceans)
- I Love You. It’s a Fever Dream. (2019; Rivers/Birds Records)
- Too Late For Edelweiss (2022; Gardener Songs/ANTI-; Coveralbum)
- Henry St. (2023; ANTI-)

Singles und EPs
- The Tallest Man on Earth (EP) (2006; Gravitation)
- The King of Spain (2010; Dead Oceans)
- Sometimes the Blues Is Just a Passing Bird (2010; Dead Oceans)
- Burden of Tomorrow (2010; Dead Oceans)
- Weather of a Killing Kind (2011; [adult swim])
- 1904 (2012; Dead Oceans)
- Wind and Walls (2012; Dead Oceans)
- Slow Dance (2015; Dead Oceans)